# DC-DC преобразувател
DC-DC преобразувател е електронна схема, която преобразува постоянен ток с една стойност, към постоянен ток с друга стойност. Приложението на схемата е в силовата електроника.

## История
Първият DC-DC преобразувател е изобретен от Ериксон през 1977 г. Основното му приложение е било превключването на високи честоти. 11 години по-късно е изобретена и първата стартова система, която е с подобен преобразувател.